# Canton de Chaumergy
Le canton de Chaumergy est une ancienne division administrative française, située dans le département du Jura et la région Franche-Comté.

## Histoire
De 1833 à 1840, les cantons de Chaumergy et de Chaussin avaient le même conseiller général. Le nombre de conseillers généraux était limité à 30 par département.

## Représentation

### Conseillers d'arrondissement (de 1833 à 1940)
Le canton de Chaumergy appartenait à l'arrondissement de Dole.
| Période                                  | Période | Identité               | Étiquette   | Qualité |
| ---------------------------------------- | ------- | ---------------------- | ----------- | --- |
| 1833                                     | 1839    | Quentin Carrière       |             | Avocat à Dole                                                                                               |
| 1839                                     | 1845    | Athanase Bey           |             | Avoué à Dole                                                                                                |
| 1845                                     | 1848    | Pierre Simeray         |             | Maire de Chaumergy                                                                                          |
|                                          |         |                        |             | |
| av.1895                                  |         | Adolphe Bacheley       | Républicain | Propriétaire agriculteur à Chaumergy                                                                        |
|                                          |         |                        |             | |
| 1907                                     | 1925    | Olympe-François Magnin | Rad.        | Maire de La Chassagne                                                                                       |
| 1925                                     | 1940    | Cyrille Château        | Rad.        | Cultivateur au Villey                                                                                       |
| 1940                                     |         |                        |             | Les conseils d'arrondissement ont été suspendus par la loi du 12 octobre 1940 et n'ont jamais été réactivés |
| Les données manquantes sont à compléter. |         |                        |             | |

### Conseillers généraux de 1833 à 2015
| Période | Période          | Identité                          | Étiquette           | Qualité |
| ------- | ---------------- | --------------------------------- | ------------------- | --- |
| 1833    | 1839             | Lambert Philippe Joly (1793-1875) |                     | Avocat à Lons-le-Saunier , propriétaire |
| 1839    | 1840 (démission) | Abel Aymé (1799-1848)             |                     | Juge de paix du canton de Chaussin, propriétaire à Villers-Robert                                                                                          |
| 1840    | 1848             | Vicomte Simon Rigollier de Parcey | Conservateur        | Propriétaire Député (1839-1846), maire de Dole (1837) |
| 1848    | 1861             | Ernest Pierre Irénée Lucotte      |                     | Juge de paix à Chaumergy puis à Montbarrey |
| 1861    | 1868 (décès)     | Comte Lionel de Toulongeon        | Majorité dynastique | Ancien Sous-Préfet, propriétaire à Éclans Député (1857-1868)                                                                                               |
| 1868    | 1871             | Désiré Bacheley (1820-1872)       | Républicain         | Propriétaire à Chaumergy |
| 1871    | 1915 (décès)     | Cyrille Léculier (1830-1915)      | Républicain         | Maire de Champrougier |
| 1915    | 1919             | siège vacant                      |                     | |
| 1919    | 1928             | Henri-Elisée Petitjean            | Rad.                | Négociant à Chaumergy - Député (1924-1928) |
| 1928    | 1940             | Claude Jeandot                    | RG                  | Industriel à Chaumergy |
|         |                  |                                   |                     | |
| 1945    | 1951             | Achille Bacheley (1905-1987)      | PCF                 | Transporteur à Chaumergy |
| 1951    | 1970             | Léon Girard (1903-1985)           | Rad.-RGR            | Directeur de scierie à Chaumergy |
| 1970    | 1982             | Achille Bacheley                  | DVG                 | Transporteur à Chaumergy |
| 1982    | 1988             | Michel Ecoiffier (1929-2000)      | app. UDF            | Coiffeur Maire de Chaumergy |
| 1988    | 1994             | Noël Simonot                      | PS                  | Chef d'entreprise à Commenailles |
| 1994    | 2001             | Roger Joly                        | DVG                 | Fonctionnaire retraité Maire de Commenailles |
| 2001    | 2008             | Bruno Guichard                    | DVG                 | Enseignant, conseiller municipal de Commenailles |
| 2008    | 2015             | Danielle Brulebois                | PS                  | Enseignante, conseillère municipale de Chaumergy première vice-présidente du Conseil général du Jura (2011-2015) Elue en 2015 dans le Canton de Bletterans |

## Composition
Le canton de Chaumergy était composé des seize communes suivantes :
| Nom                   | Code Insee | Intercommunalité       | Superficie (km2) | Population (dernière pop. légale) | Densité (hab./km2) |
| --------------------- | ---------- | ---------------------- | ---------------- | --------------------------------- | ------------------ |
| Chaumergy (chef-lieu) | 39124      | CC Bresse Haute Seille | 6,14             | 473 (2014)                        | 77                 |
| Bois-de-Gand          | 39060      | CC Bresse Haute Seille | 3,25             | 57 (2014)                         | 18                 |
| La Chassagne          | 39112      | CC Bresse Haute Seille | 5,67             | 120 (2014)                        | 21                 |
| La Chaux-en-Bresse    | 39132      | CC Bresse Haute Seille | 2,05             | 37 (2014)                         | 18                 |
| Chêne-Sec             | 39140      | CC Bresse Haute Seille | 0,76             | 34 (2014)                         | 45                 |
| Commenailles          | 39160      | CC Bresse Haute Seille | 21,52            | 827 (2014)                        | 38                 |
| Les Deux-Fays         | 39196      | CC Bresse Haute Seille | 6,77             | 96 (2014)                         | 14                 |
| Foulenay              | 39234      | CC Bresse Haute Seille | 4,16             | 82 (2014)                         | 20                 |
| Francheville          | 39236      | CC Bresse Haute Seille | 1,46             | 43 (2014)                         | 29                 |
| Froideville           | 39243      | CC Bresse Revermont    | 2,97             | 71 (2014)                         | 24                 |
| Recanoz               | 39454      | CC Bresse Haute Seille | 3,01             | 90 (2014)                         | 30                 |
| Rye                   | 39472      | CC Bresse Haute Seille | 11,84            | 216 (2014)                        | 18                 |
| Sergenaux             | 39511      | CC Bresse Haute Seille | 3,24             | 78 (2014)                         | 24                 |
| Sergenon              | 39512      | CC Bresse Haute Seille | 3,88             | 58 (2014)                         | 15                 |
| Le Villey             | 39575      | CC Bresse Haute Seille | 3,57             | 85 (2014)                         | 24                 |
| Vincent               | 39577      | CC Bresse Revermont    | 8,72             | 318 (2014)                        | 36                 |

## Démographie
| 1962  | 1968  | 1975  | 1982  | 1990  | 1999  | 2006  | 2011  | 2012  |
| ----- | ----- | ----- | ----- | ----- | ----- | ----- | ----- | ----- |
| 2 760 | 2 611 | 2 224 | 2 167 | 2 211 | 2 262 | 2 455 | 2 632 | 2 674 |